# مريم السعدي
مريم السعدي هي الأميرة مريم ابنة السلطان المغربي محمد الشيخ السعدي و أخت السلطانين عبد الملك الأول السعدي وأحمد المنصور الذهبي.

## الدفاع عن مراكش
عندما خلع السلطان المسلوخ محمد المتوكل، هرب إلى جبال سوس و جند مجموعة من الرجال و اتجه بهم نحو العاصمة مراكش لإسترجاع عرشه، بعد علمه بغياب عميه عبد الملك وأحمد، لكنه تفاجأ بوجود عمته مريم رفقة ثلاثة آلاف جندي من الرماة؛ حيث استأمنها اخوها السلطان عبد الملك على مراكش و قد تصدت الأميرة لهجوم ابن اخيها و دافعت عن العاصمة بقوة و تمكنت من إرسال الخبر لسلطان البلاد بسرعة، و استدعاء قوات إضافية من مدينة فاس مما أفشل هجوم السلطان المسلوخ و عاد أدراجه هارباً إلى سوس.